# IQ Media Nordic
IQ Media, senare IQ Media Nordic, var en svensk distributör och förläggare av datorspel. IQ slogs ihop med Pan Interactive år 2000 och året därpå uppgick verksamheten i Pan Vision.

## Historik
IQ Media bildades 1992 av bland andra Michael Mandahl. År 1996 såldes företaget till BMG Entertainment som ingick i tyska Bertelsmann. Redan i november 1997 meddelades det att Bertelsmann skulle sälja IQ Media till Levande Böcker. IQ Media fortsatte dock att fungera som en fristående verksamhet.
IQ hade sedan tidigare distribuerat det av BMG förlagda spelet Backpacker som då var Nordens mest sålda datorspel. Man blev även distributör för nya spel från dess utvecklare, Tati, som senare uppgick i Vision Park. Vision Park valde i juni 1998 att överlåta distribution av nya spel på Bonnier Multimedia, men IQ fortsatte distribuera Vision Parks tidigare spel. Våren 1999 förlorade IQ även rätten att distribuera produkter från Norstedts Rabén Multimedia.
IQ var också förläggare för svenska versioner av spel från utländska utvecklare och för spel från mindre svenska utvecklare som Korkeken och Aniware.
Levande Böckers ägare utvecklade snart företaget till en koncern kallad Enlight Interactive som börsnoterades på O-listan den 12 oktober 1999.
I augusti 2000 meddelades det att IQ Media skulle slås ihop med KF Medias Pan Interactive. Det sammanslagna bolaget ägdes till 78 procent av Enlight och 22 procent av KF. Det sammanslagna namn rapporterades initialt bli IQ Pan Interactive, med kortades senare till Pan Interactive.
Den 15 maj 2001 meddelades det dock att KF skulle ta över resten av Pan Interactive och hela ägandet i Levander Böcker. Senare samma år köpte KF även Vision Park och slog ihop verksamheterna för att bilda Pan Vision.

## Spel förlagda av IQ Media

### Svenska och skandinaviska spel
- Fest i Mumindalen (1996) [10], utvecklat av Tati
- BlackOut (1997) [11], utvecklat av Deadline/Vision Park
- BackPacker 2 (1997) [12], utvecklat av Tati/Vision Park
- Teazle (1997) [13], utvecklat av Aniware
- Backpacker Junior (1998) [14], utvecklat av Tati/Vision Park
- Kosmopolska (1998), utvecklat av Tati/Vision Park
- Den längsta resan (1999), utvecklat av Funcom
- Destination Jorden (1999) [15] , utvecklat av Computerhouse
- Jönssonligan: Jakten på Mjölner (1999) [16], utvecklat av Korkeken
- Teazle Action (1999) [17], utvecklat av Aniware
- Teazle Brain (1999) [18], utvecklat av Aniware
- Teazle Quick (1999) [19], utvecklat av Aniware
- Teazle 2 (1999) [20], utvecklat av Aniware
- Agharta (2000) [21], utvecklat av Aniware
- Jönssonligan går på djupet (2000) [22], utvecklat av Korkeken
- Journalist (2000) [23], utvecklat av Aniware
- Snow-Cross Championship Racing (2000), utvecklat av Unique Development Studios (UDS)

### Svenska versioner av utländska spel
- Snobbens skola (1992) [24], utvecklat av Image Smith, Inc.
- Snobbens geografi: games of the world (1994) [25], utvecklat av Image Smith, Inc.
- Fångarna på fortet: Utmaningen (1996) [26], utvecklat av Microïds
- Atlantis det försvunna riket (1997) [27][28], utvecklat av Cryo Interactive
- Ringen (1998 resp. 1999) [29], utvecklat av Cryo Interactive
- Egypten 1156 f.Kr.: faraos hemlighet (1998) [30], utvecklat av Cryo Interactive
- Caesar III (1998), utvecklat av Sierra
- Amerzone (1999) [31], utvecklat av Microïds
- Faust: Sju spel om själen (1999) [32], utvecklat av Cryo Interactive
- Kina: mysteriet i den förbjudna staden (1999) [33], utvecklat av Cryo Interactive
- Pizza $yndikatet (1999), utvecklat av Software 2000